# Challenge League 2023-2024
La Challenge League 2023-2024, nota come dieci Challenge League 2023-2024 per motivi di sponsorizzazione, è stata la 126ª edizione della seconda divisione del campionato svizzero di calcio, la 21ª sotto l'attuale denominazione. La stagione è iniziata il 21 luglio 2023 ed è finita il 20 maggio 2024.

## Stagione

### Novità
A causa del cambio di formato della Super League con l'aumento del numero di squadre da 10 a 12, la stagione 2022-2023 ha visto due promozioni dirette e nessuna retrocessione, con la terza e la decima che si sono qualificate per gli spareggi promozione e retrocessione, rispettivamente.
Sono stati promossi in Super League 2023-2024 le prime due della scorsa stagione Yverdon e Losanna, insieme con lo Stade Lausanne-Ouchy, vincitore degli spareggi. Non ci sono state retrocessioni, in quanto lo Neuchâtel Xamax, ultimo classificato, ha vinto gli spareggi.
Dalla Promotion League sono stati promossi Stade Nyonnais e Baden, mentre dalla Super League è stato retrocesso il Sion, sconfitto negli spareggi.

### Formula
Dopo la stagione di transizione per consentire l'aumento del numero di squadre in Super League, la competizione torna al formato precedente, in vigore fino alla stagione 2021-2022. Le 10 squadre giocano un girone all'italiana con partite di andata, ritorno, andata e ritorno, per un totale di 36 giornate.
Al termine della stagione, la prima in classifica è promossa in Super League, mentre la seconda classificata gioca uno spareggio promozione con un'altra squadra di Super League. L'ultima classificata è invece direttamente retrocessa in Promotion League.

## Squadre partecipanti
| Club            | Città      | Stadio                     | Stagione precedente     |
| --------------- | ---------- | -------------------------- | ----------------------- |
| Aarau           | Aarau      | Stadion Brügglifeld        | 4° in Challenge League  |
| Baden           | Fislisbach | Stadion Esp                | 3° in Promotion League  |
| Bellinzona      | Bellinzona | Stadio comunale            | 9° in Challenge League  |
| Neuchâtel Xamax | Neuchâtel  | La Maladière               | 10° in Challenge League |
| Sciaffusa       | Sciaffusa  | Berformance Arena          | 7° in Challenge League  |
| Sion            | Sion       | Stade Tourbillon           | 10° in Super League     |
| Stade Nyonnais  | Nyon       | Centre sportif de Colovray | 2° in Promotion League  |
| Thun            | Thun       | Stockhorn Arena            | 6° in Challenge League  |
| Vaduz           | Vaduz      | Rheinpark                  | 8° in Challenge League  |
| Wil             | Wil        | IGP Arena                  | 5° in Challenge League  |

## Allenatori e primatisti
| Squadra         | Allenatore                                          | Calciatore più presente                          | Cannoniere           |
| --------------- | --------------------------------------------------- | ------------------------------------------------ | -------------------- |
| Aarau           | Alexander Frei (1ª-26ª) Ranko Jakovljević (27ª-36ª) | Shkelqim Demhasaj, Marvin Hübel (35)             | Valon Fazliu (14)    |
| Baden           | Michael Winsauer                                    | Davide Giampà (34)                               | Davide Giampà (9)    |
| Bellinzona      | Sandro Chieffo (1ª-4ª) Manuel Benavente (5ª-)       | Hugo Lamy, Dragan Mihajlović (34)                | Rodrigo Pollero (12) |
| Neuchâtel Xamax | Ulrich Forte                                        | Zachary Athekame (35)                            | Jessé Hautier (8)    |
| Sciaffusa       | Bigi Meier (1ª-18ª) Christian Wimmer (18ª-36ª)      | Jetmir Krasniqi (35)                             | Nuno da Silva (6)    |
| Sion            | Didier Tholot                                       | Dejan Sorgić, Numa Lavanchy, Timothy Fayulu (36) | Dejan Sorgić (16)    |
| Stade Nyonnais  | Christophe Caschili                                 | Christian Gomis, Franck Koré (36)                | Christian Gomis (7)  |
| Thun            | Mauro Lustrinelli                                   | Mateo Matic, Justin Roth, Daniel dos Santos (35) | Koro Koné (11)       |
| Vaduz           | Martin Stocklasa (1ª-22ª) Marc Schneider (22ª-36ª)  | Théo Golliard, Dejan Đokić, Fabrizio Cavegn (36) | Dejan Đokić (14)     |
| Wil             | Brunello Iacopetta                                  | Tim Staubli (35)                                 | Sofian Bahloul (9)   |

## Classifica finale
|       | Pos. | Squadra         | Pt | G  | V  | N  | P  | GF | GS | DR  |
| ----- | ---- | --------------- | -- | -- | -- | -- | -- | -- | -- | --- |
|       | 1.   | Sion            | 79 | 36 | 23 | 10 | 3  | 72 | 23 | +49 |
|       | 2.   | Thun            | 76 | 36 | 23 | 7  | 6  | 73 | 38 | +35 |
| [ 3 ] | 3.   | Vaduz           | 49 | 36 | 13 | 10 | 13 | 67 | 55 | +12 |
|       | 4.   | Neuchâtel Xamax | 49 | 36 | 11 | 16 | 9  | 55 | 45 | +10 |
|       | 5.   | Wil             | 44 | 36 | 11 | 11 | 14 | 48 | 52 | -4  |
|       | 6.   | Aarau           | 43 | 36 | 12 | 7  | 16 | 51 | 59 | -8  |
|       | 7.   | Stade Nyonnais  | 43 | 36 | 11 | 10 | 15 | 45 | 58 | -13 |
|       | 8.   | Bellinzona      | 42 | 36 | 11 | 9  | 16 | 39 | 50 | -11 |
|       | 9.   | Sciaffusa       | 38 | 36 | 8  | 14 | 15 | 36 | 55 | -19 |
|       | 10.  | Baden           | 26 | 36 | 6  | 8  | 21 | 30 | 81 | -51 |

Legenda:
      Promossa in Super League 2024-2025.
 Ammessa allo spareggio promozione-retrocessione.
      Retrocessa in Promotion League 2024-2025.
Note:
Tre punti a vittoria, uno a pareggio, zero a sconfitta.
In caso di arrivo di due o più squadre a pari punti, la graduatoria verrà stilata in base ai seguenti criteri:
- Differenza reti generale.
- Reti realizzate in generale.
- Differenza reti negli scontri diretti.
- Maggior numero di reti in trasferta.
- Sorteggio.

## Risultati

### Tabellone

#### Prima Fase
|                 | AAR | BAD | ACB | FCS | SIO | NYO | THU | VAD | WIL | XAM |
| --------------- | --- | --- | --- | --- | --- | --- | --- | --- | --- | --- |
| Aarau           | ——— | 1-0 | 1-2 | 1-1 | 0-0 | 0-2 | 5-2 | 3-2 | 1-1 | 2-3 |
| Baden           | 1-2 | ——— | 1-1 | 1-1 | 0-4 | 2-0 | 0-2 | 2-3 | 0-5 | 0-4 |
| Bellinzona      | 1-3 | 3-1 | ——— | 0-0 | 1-2 | 1-0 | 0-3 | 0-4 | 0-2 | 1-0 |
| Sciaffusa       | 2-2 | 2-0 | 0-0 | ——— | 1-1 | 1-1 | 0-1 | 1-0 | 1-3 | 2-2 |
| Sion            | 1-0 | 1-1 | 1-0 | 2-1 | ——— | 1-1 | 2-3 | 3-3 | 3-0 | 1-0 |
| Stade Nyonnais  | 4-0 | 1-1 | 2-3 | 2-1 | 1-2 | ——— | 3-2 | 1-0 | 2-0 | 1-1 |
| Thun            | 2-0 | 6-0 | 3-1 | 1-0 | 1-1 | 1-1 | ——— | 2-1 | 3-1 | 1-1 |
| Vaduz           | 2-2 | 1-2 | 1-2 | 6-0 | 0-2 | 2-1 | 1-1 | ——— | 2-2 | 1-1 |
| Wil             | 0-2 | 0-1 | 0-0 | 2-0 | 0-0 | 3-2 | 0-3 | 3-2 | ——— | 2-0 |
| Neuchâtel Xamax | 2-1 | 1-2 | 1-1 | 3-0 | 0-3 | 1-1 | 4-0 | 1-1 | 2-2 | ——— |

### Seconda Fase
|                 | AAR | BAD | ACB | FCS | SIO | NYO | THU | VAD | WIL | XAM |
| --------------- | --- | --- | --- | --- | --- | --- | --- | --- | --- | --- |
| Aarau           | ——— | 2-0 | 0-2 | 1-2 | 1-2 | 5-2 | 3-0 | 1-0 | 0-4 | 2-0 |
| Baden           | 0-1 | ——— | 2-1 | 0-1 | 0-3 | 2-3 | 1-5 | 1-1 | 2-1 | 2-2 |
| Bellinzona      | 5-2 | 4-0 | ——— | 1-1 | 0-2 | 0-2 | 0-0 | 0-1 | 0-0 | 1-2 |
| Sciaffusa       | 1-1 | 2-2 | 2-1 | ——— | 0-4 | 1-1 | 1-1 |     | 3-2 | 1-1 |
| Sion            | 2-0 | 4-1 | 3-0 | 3-0 | ——— | 1-0 | 1-2 | 2-2 | 4-0 | 1-1 |
| Stade Nyonnais  | 4-3 | 1-0 | 1-3 | 0-3 | 0-4 | ——— | 0-0 | 0-2 | 1-1 | 0-2 |
| Thun            | 1-0 | 3-1 | 1-0 | 3-0 | 1-0 | 4-1 | ——— | 6-3 | 2-1 | 4-0 |
| Vaduz           | 2-1 | 6-0 | 2-2 | 3-2 | 1-2 | 1-3 | 1-0 | ——— | 3-1 | 5-3 |
| Wil             | 1-1 | 3-1 | 4-1 | 0-1 | 1-4 | 0-0 | 0-3 | 1-0 | ——— | 0-0 |
| Neuchâtel Xamax | 3-1 | 1-1 | 0-1 | 2-1 | 0-0 | 4-0 | 4-0 | 1-1 | 2-2 | ——— |

## Spareggi

### Spareggio promozione-retrocessione
Allo spareggio sono ammesse l'undicesima classificata in Super League e la seconda classificata in Challenge League.
|              | Risultati |              | Luogo e data           |
| ------------ | --------- | ------------ | ---------------------- |
| Grasshoppers | 1-1       | Thun         | Zurigo, 26 maggio 2024 |
| Thun         | 1-2       | Grasshoppers | Thun, 31 maggio 2024   |
|              |           |              |                        |

## Statistiche

### Squadre

#### Capoliste solitarie
|    | —— | —— | —— | —— | ——   | —— | ——   | ——   | ——  | ——  | ——  | ——   | ——   | ——   | ——   | ——  | ——  | ——   | ——   | ——   | ——   | ——   | ——   | ——   | ——   | ——   | ——   | ——   | ——   | ——   | ——   | ——   | ——   | ——   | ——   | —— |  |
|    |    |    |    |    | Sion |    | Thun | Thun |     |     |     | Sion | Sion | Sion | Sion |     |     | Sion | Sion | Sion | Sion | Sion | Sion | Sion | Sion | Sion | Sion | Sion | Sion | Sion | Sion | Sion | Sion | Sion | Sion |    |  |
|    |    |    |    |    |      |    |      |      |     |     |     |      |      |      |      |     |     |      |      |      |      |      |      |      |      |      |      |      |      |      |      |      |      |      |      |    |  |
|    |    |    |    |    |      |    |      |      |     |     |     |      |      |      |      |     |     |      |      |      |      |      |      |      |      |      |      |      |      |      |      |      |      |      |      |    |  |
| 1ª | 2ª | 3ª | 4ª | 5ª | 6ª   | 7ª | 8ª   | 9ª   | 10ª | 11ª | 12ª | 13ª  | 14ª  | 15ª  | 16ª  | 17ª | 18ª | 19ª  | 20ª  | 21ª  | 22ª  | 23ª  | 24ª  | 25ª  | 26ª  | 27ª  | 28ª  | 29ª  | 30ª  | 31ª  | 32ª  | 33ª  | 34ª  | 35ª  | 36ª  |    |  |

### Individuali

#### Classifica marcatori
| Gol |  |  | Giocatore         | Squadra         |
| --- |  |  | ----------------- | --------------- |
| 16  |  |  | Dejan Sorgić      | Sion            |
| 14  |  |  | Valon Fazliu      | Aarau           |
| 13  |  |  | Dejan Đokić       | Vaduz           |
| 12  |  |  | Fabrizio Cavegn   | Vaduz           |
| 12  |  |  | Rodrigo Pollero   | Bellinzona      |
| 11  |  |  | Koro Koné         | Thun            |
| 10  |  |  | Daniel dos Santos | Thun            |
| 9   |  |  | Sofian Bahloul    | Wil             |
| 9   |  |  | Davide Giampà     | Baden           |
| 9   |  |  | Reto Ziegler      | Sion            |
| 9   |  |  | Nikola Gjorgjev   | Aarau           |
| 8   |  |  | Nikolas Muci      | Wil             |
| 8   |  |  | Jessé Hautier     | Neuchâtel Xamax |
| 8   |  |  | Marc Gutbub       | Thun            |
| 8   |  |  | Shkelqim Demhasaj | Aarau           |